# Герб Скалата
Герб Скалата — офіційний символ міста Скалата Тернопільської області. Затверджений 20 листопада 2009 року рішенням сесії Скалатської міської ради.
Автор проекту — А. Гречило. 

## Опис
У зеленому полі срібна замкова стіна з двома такими ж вежами, на яких чорні вікна та бійниці і золоті дахи, вгорі поміж над вежами – срібний щит з синьою 8-променевою зіркою.

## Історія

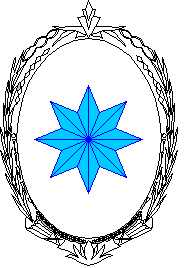
Герб 1930-х рр.

Як свідчить міська печатка 1785 року на тогочасному гербу була зображена восьмипроменева зірка. На печатці 1867 року зображено зірку, яка дуже нагадує квітку. На початку XX століття гербом Скалата була синя зірка на срібному тлі. 
Після входження Галичини до складу Польської держави, герб вписали в кінці 1920-х в овальний декоративний картуш, у такому вигляді він проіснував до вересня 1939 року. 
За часів СРСР місто не одержало нового герба.